# Kosgoda
Kosgoda est un village du sud-ouest du Sri Lanka connu pour ses zones de nidification de tortues marines.

## Géographie
Kosgoda est situé au bord de l'océan indien, dans le district de Galle, à environ 50 km au nord de Galle et à 76 km au sud de Colombo, la capitale économique du pays.

## Économie
L'économie locale dépend largement de la pêche, du tourisme et de la production de produits à base de noix de coco et de cannelle.
Le village abrite plusieurs petites usines qui produisent de l'huile de coco, de la fibre de coco et d'autres produits à base de noix de coco.

## Transports
La gare ferroviaire de Kosgoda se trouve sur la Ligne Côtière reliant Colombo à Matara.

## Tortues
Kosgoda est connu pour ses zones de nidification de tortues, où cinq des sept espèces de tortues marines nichent sur les plages locales.
En 1981, une écloserie de tortues a été créée pour protéger les œufs des tortues marines qui pondent sur les plages voisines. Le couvoir collecte les œufs et les incube dans un environnement contrôlé, avant de relâcher les nouveau-nés dans l'océan une fois qu'ils sont prêts. L'écloserie est gérée par la Wild Life and Nature Protection Society.

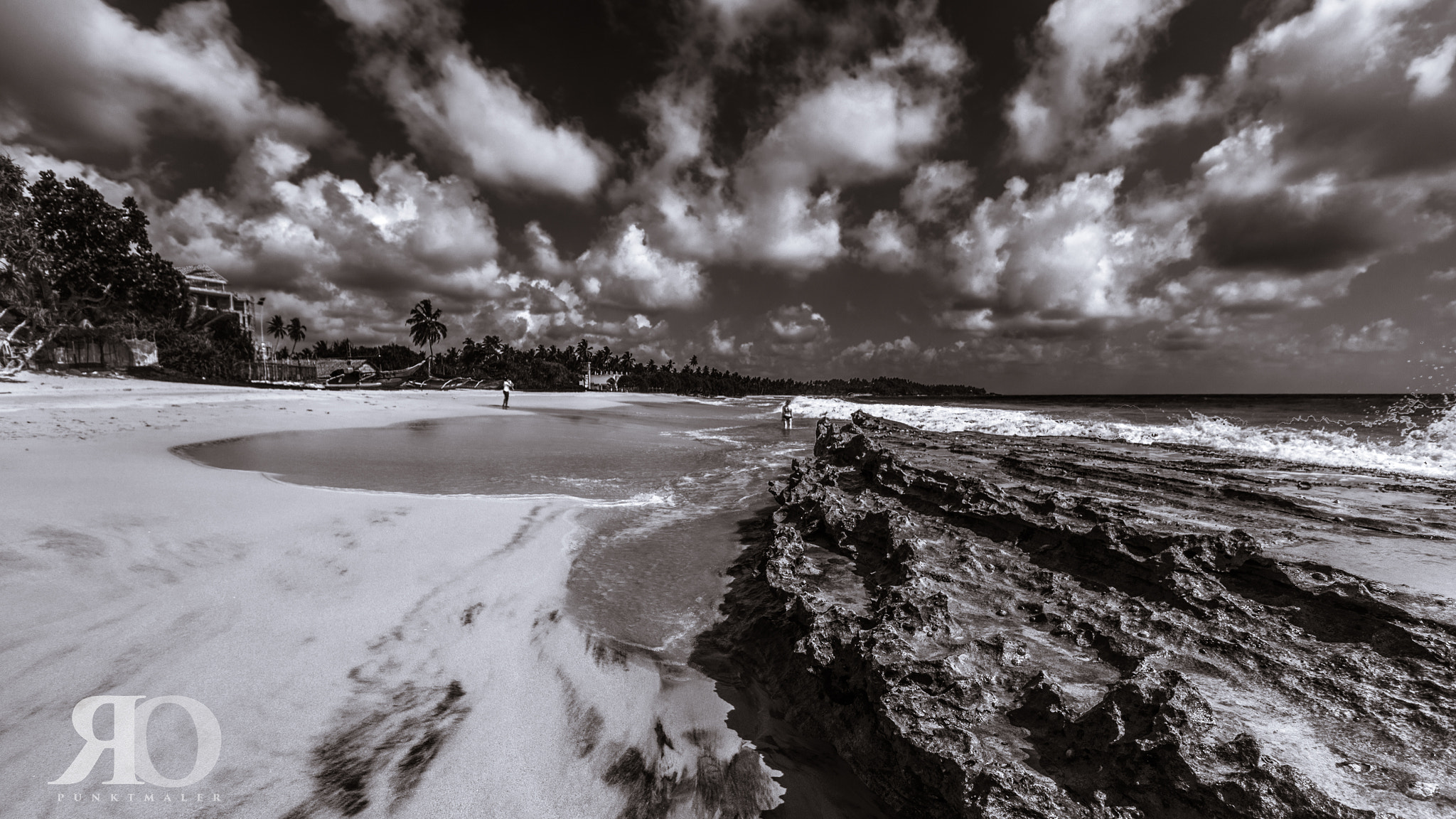
Plage de Kosgoda

## Plages
Kosgoda est également connu pour ses plages, la rivière Kosgoda et son industrie de la pêche traditionnelle. La ville abrite un certain nombre d'hôtels, de villas et de petites maisons d'hôtes.

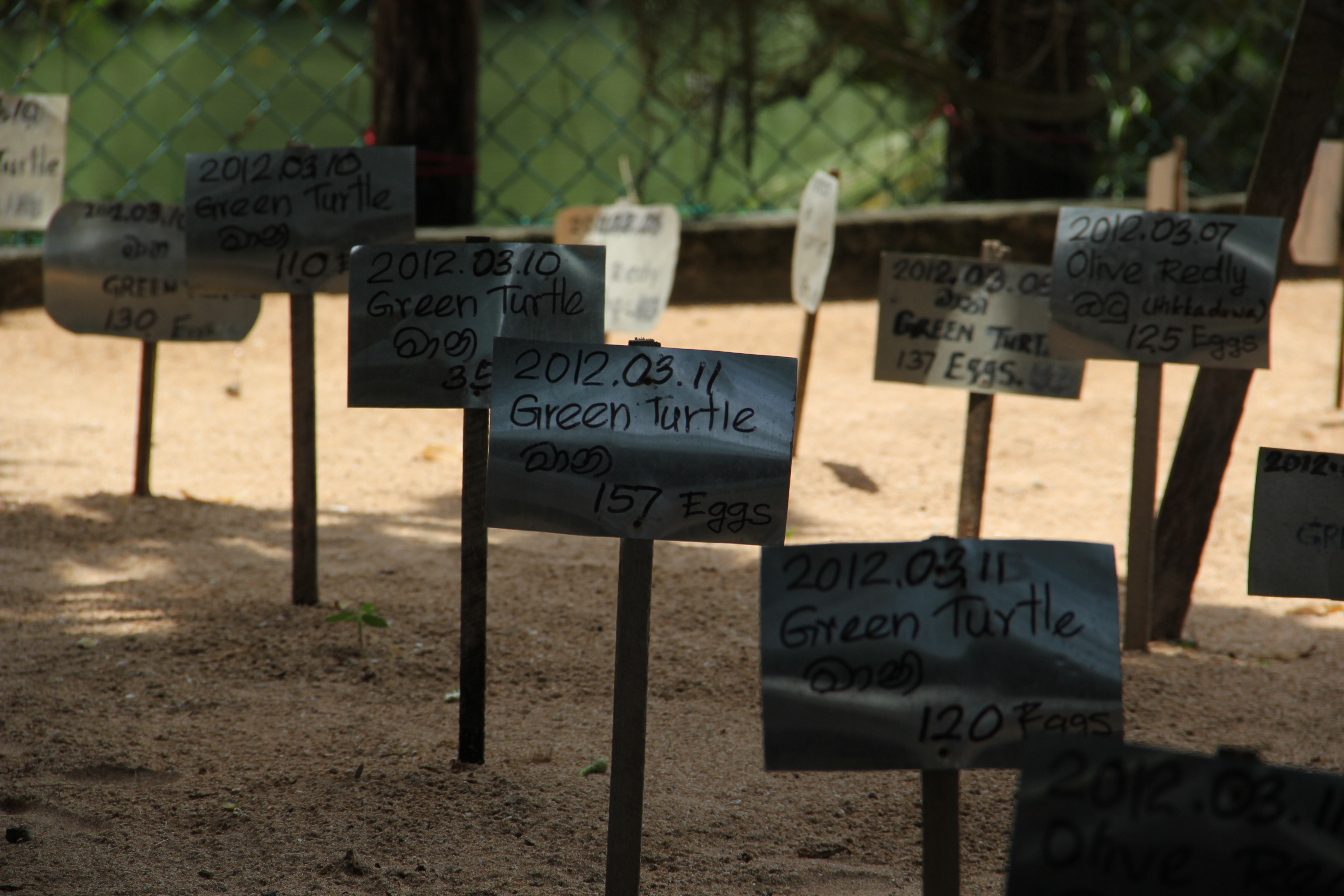
Œufs de tortue

## Temples bouddhistes
Kosgoda a une longue histoire de culte bouddhiste et abrite un certain nombre d'anciens temples et sites religieux.
Le plus remarquable d'entre eux est :
- le Kosgoda Raja Maha Viharaya, temple bouddhiste datant du XVIe siècle[7].

## Sites remarquables de la région
Kosgoda se trouve :
- à 50 km du Fort de Galle, petite cité fortifiée édifiée à partir du XVIe siècle[8] par les Portugais, puis les Hollandais et les Britanniques, inscrite sur la liste du patrimoine mondial de l'UNESCO en 1988.
- à 60 km de la Réserve forestière de Kanneliya, le site le plus riche en biodiversité végétale du pays[9]. Différentes études ont mis en évidence l’importance capitale[9] de sa biodiversité. Sa valeur culturelle, historique et socio-économique est également considérable[9]. La zone centrale (5 894 ha) couvre toute l’étendue de Kanneliya et est constituée de forêts naturelles denses. Les superficies entières des forêts de Nakiyadeniya (5 866 ha) et de Dediyagala (13 473 ha) comprennent également des forêts naturelles et couvrent la zone tampon de la réserve de biosphère. Elle est l'une des 4 réserves de biosphère répertoriées au Sri Lanka par l'UNESCO.
- à 75 km de la Réserve forestière de Sinharâja, dernière forêt tropicale humide primaire du pays[10] reconnue d'importance mondiale, déclarée réserve forestière en 1875, classée réserve de biosphère en 1978[11] puis inscrite sur la liste du patrimoine mondial de l'UNESCO en 1989[12]. Elle abrite au moins 139 espèces de plantes endémiques[13], plus de 60 % des arbres sont endémiques[13] et, parmi les mammifères et les papillons, l'endémisme est supérieur à 50 %[13]. Un certain nombre d'espèces menacées, en voie de disparition et rares sont présentes dans la réserve, notamment : le léopard (Panthera pardus)[13], l'éléphant indien (Elephas maximumus)[13], le langur endémique à face violette (Presbytis senex)[13], la pie bleue du Sri Lanka[13], etc.